# تپه کلوند
تپه کلوند مربوط به دوره صفوی - دوره قاجار است و در مراغه، ابتدای خیابان قدس، میدان ملارستم واقع شده و این اثر در تاریخ ۱۰ خرداد ۱۳۸۲ با شمارهٔ ثبت ۸۹۰۷ به‌عنوان یکی از آثار ملی ایران به ثبت رسیده است.